# مأموریت به مریخ
مأموریت به مریخ (انگلیسی: Mission to Mars) فیلمی در ژانر اکشن، علمی–تخیلی و ماجراجویی به کارگردانی برایان دی پالما است که در سال ۲۰۰۰ منتشر شد.

## خلاصه داستان
داستان فیلم به سال ۲۰۲۰ مربوط است. یک گروه فضانورد در طی مأموریتی به مریخ اعزام می‌شوند. اما در آنجا بر اثر وقوع یک توفان عجیب و مرگبار همهٔ اعضا تیم بجز فرمانده گروه لوک گراهام (دان چیدل) کشته می‌شوند… لوک یک سال تنها در مریخ می‌ماند دوستان صمیمیش جیم مک کاتل (گری سینایس)، وودی بلیک (تیم رابینز) و تری فیشر (کانی نیلسون) مأموریت نجاتی را برای بازگرداندن لوک طراحی می‌کنند. وودی همسر تری در طی این مأموریت و پیش از رسیدن به مریخ می‌میرد… بازماندگان به مریخ فرود می‌آیند و لوک را پیدا می‌کنند. لوک در مدت اقامتش در آنجا متوجه یک معبد صورتک شکل در آنجا می‌شود که قطعاً تمدنی هوشمند آن را در آنجا قرار داده‌است. در ضمن او متوجه فرکانسی پریودیک می‌شود که با رمز گشایی از آن متوجه می‌شود که آن توفان مرگبار در واقع یک مکانیسم دفاعی از سوی آن صورتک بوده‌است. لوک و سایرین با تحلیل کامل آن فرکانس موفق به پیدا کردن رمز ورود به صورتک می‌شوند. صورتک در واقع یک پایگاه است. جیم و گروهش در آنجا با موجودی فضایی آشنا می‌شوند که بازماندهٔ تمدن مریخ است. موجود فضایی به آنها می‌فهماند میلیونها سال پیش بر اثر برخورد جرمی آسمانی زیستگاه مریخ نابود شد و آنها زمین را به عنوان زادبوم بعدی خود برگزیدند به همین منظور با انتقال دی ان ای به زمین باعث ایجاد حیات در زمین شدند..

## بازیگران
- گری سینایس
- تیم رابینز
- دان چیدل
- کانی نیلسن
- جری اوکانل
- کیم دلنی
- آرمین مولر-اشتال
- الیز نئال
- بریت مک‌کیلیپ
- پیتر اوتربریج
- کارلو روتا
- لیندا بوید